# Ischnolea inexpectata
Ischnolea inexpectata là một loài bọ cánh cứng trong họ Cerambycidae.